# Scărișoara
Scărișoara – jaskinia lodowa w północno-zachodniej Rumunii, w Masywie Bihorskim.
W jaskini występuje kalcytowa szata naciekowa oraz ciąg obszernych komór schodzących do głębokości 105 m.